# Ԓ
Ԓ, ԓ은 키릴 문자의 하나이다.
Ԓ은 1980년대 후반에 공식적으로 축치어 알파벳에 추가되었다. 이 문자는 1996년에 출판된 축치어 입문서(Ԓыгъоравэтԓьэн йиԓыйиԓ)에서 처음 사용되었으며, 동일한 형태의 러시아어 문자의 다른 발음과 혼동을 줄이기 위해 키릴 문자 ⟨Л⟩를 대체했다.
Ԯ, ԯ는 1984-1988년 동안 새로운 키릴 문자와 함께 도입된 이텔멘어의 19번째 문자이다. 일부 간행물에서 Ԓ은 Ԯ로 대체된다.
Ӆ은 1990년부터 한티어에서 사용되었다. Ԓ과 Ԯ은 한티어에서 동일한 문자의 변형으로 간주되며 사용은 특정 게시자에 따라 다르다.
이 문자는 웨일스어의 ⟨ll⟩ 발음과 같은 무성 설측 치경 마찰음 /ɬ/을 나타낸다.

## 컴퓨팅 코드
| 미리 보기      | Ԓ                                    | Ԓ                                    | ԓ                                  | ԓ                                  |
| -------------- | ------------------------------------ | ------------------------------------ | ---------------------------------- | ---------------------------------- |
| 유니코드 이름  | CYRILLIC CAPITAL LETTER EL WITH HOOK | CYRILLIC CAPITAL LETTER EL WITH HOOK | CYRILLIC SMALL LETTER EL WITH HOOK | CYRILLIC SMALL LETTER EL WITH HOOK |
| 인코딩         | 10진                                 | 16진                                 | 10진                               | 16진                               |
| 유니코드       | 1298                                 | U+0512                               | 1299                               | U+0513                             |
| UTF-8          | 212 146                              | D4 92                                | 212 147                            | D4 93                              |
| 수치 문자 참조 | &#1298;                              | &#x512;                              | &#1299;                            | &#x513;                            |